# همه شب بیدار (آلبوم وان دایرکشن)
«همه شب بیدار» (به انگلیسی: Up All Night) یک آلبوم از وان دایرکشن است که در سال ۲۰۱۱ میلادی منتشر شد.